# Bernie Geoffrion
Bernard Joseph André „Boom Boom“ Geoffrion (* 16. Februar 1931 in Montreal, Québec; † 11. März 2006 in Atlanta, Georgia) war ein kanadischer Eishockeyspieler und -trainer, der von 1950 bis 1968 für die Canadiens de Montréal und New York Rangers in der National Hockey League spielte.

## Karriere

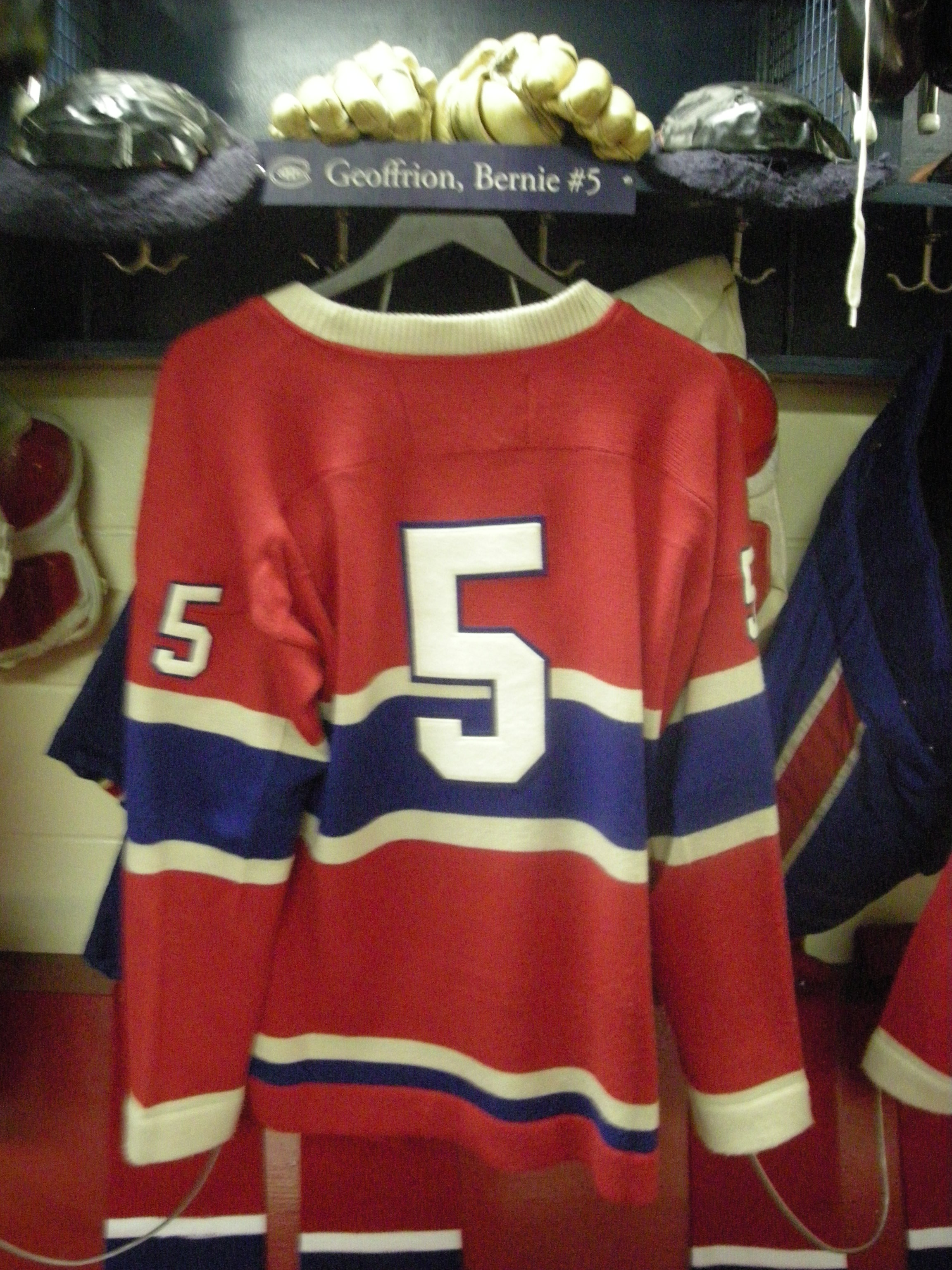
Geoffrions Trikot in der Hockey Hall of Fame

Geoffrion wurde in Montreal geboren und wuchs dort auf. Er begann seine Eishockey-Karriere am Mount St. Louis College und spielte ab 1947 für Lavale Nationale auf dem rechten Flügel. Ab 1951 spielte er für Canadiens de Montréal und bekam von Charlie Boire, einem Sportreporter des Montreal Star, den Spitznamen „Boom Boom“. Der Spitzname bezog sich auf das laute Geräusch, dass die für ihn charakteristischen harten Schüsse auslösten, wenn der Puck in die Bande krachte. 1952 wurde ihm der Preis für den besten Neuling (Rookie), die Calder Memorial Trophy, verliehen. 1953 gewann er seinen ersten Stanley Cup mit Montreal und es folgten fünf aufeinander folgende Titel von 1956 bis 1960. 1964 verließ er seinen Verein und trainierte zwei Jahre lang die Mannschaft der Québec Aces. Er hatte bereits seine Karriere beendet, als ihn die New York Rangers in der Saison 1966/67 zu einem Comeback für zwei Jahre überreden konnten.
Als die Atlanta Flames in die NHL kamen, war Bernie Geoffrion ihr erster Trainer. Im Laufe der Saison 1979/80 übernahm er bis Saisonende die Canadiens. 1972 wurde er mit der Aufnahme in die Hockey Hall of Fame geehrt.
Im Jahr 2005 erkrankte Geoffrion an Magenkrebs, dem er am 11. März 2006 erlag. Am selben Tag sperrten die Montreal Canadiens seine Trikotnummer 5, die dadurch an keinen anderen Spieler mehr vergeben wird.

## Erfolge und Auszeichnungen
| - 1952 Calder Memorial Trophy - 1952 Teilnahme am NHL All-Star Game - 1953 Stanley-Cup-Gewinn mit den Canadiens de Montréal - 1953 Teilnahme am NHL All-Star Game - 1954 Teilnahme am NHL All-Star Game - 1955 Art Ross Trophy - 1955 NHL Second All-Star Team - 1955 Teilnahme am NHL All-Star Game - 1956 Stanley-Cup-Gewinn mit den Canadiens de Montréal - 1956 Teilnahme am NHL All-Star Game - 1957 Stanley-Cup-Gewinn mit den Canadiens de Montréal - 1958 Stanley-Cup-Gewinn mit den Canadiens de Montréal - 1958 Teilnahme am NHL All-Star Game | - 1959 Stanley-Cup-Gewinn mit den Canadiens de Montréal - 1959 Teilnahme am NHL All-Star Game - 1960 Stanley-Cup-Gewinn mit den Canadiens de Montréal - 1960 Teilnahme am NHL All-Star Game - 1960 NHL Second All-Star Team - 1961 Art Ross Trophy - 1961 Hart Memorial Trophy - 1961 NHL First All-Star Team - 1961 Teilnahme am NHL All-Star Game - 1962 Teilnahme am NHL All-Star Game - 1963 Teilnahme am NHL All-Star Game - 1972 Aufnahme in die Hockey Hall of Fame - 2006 Sperrung der Trikotnummer 5 durch die Canadiens de Montréal |

## Karrierestatistik
(Legende zur Spielerstatistik: Sp oder GP = absolvierte Spiele; T oder G = erzielte Tore; V oder A = erzielte Assists; Pkt oder Pts = erzielte Scorerpunkte; SM oder PIM = erhaltene Strafminuten; +/− = Plus/Minus-Bilanz; PP = erzielte Überzahltore; SH = erzielte Unterzahltore; GW = erzielte Siegtore; 1 Play-downs/Relegation; Kursiv: Statistik nicht vollständig)

## Familie
Goeffrion heiratete Marlene Morenz, die Tochter des Eishockeyspielers Howie Morenz. Der gemeinsame Sohn Dan Geoffrion wurde ebenso wie sein Vater und sein Großvater professioneller Eishockeyspieler und spielte in den 1970er Jahren in der NHL. Blake Geoffrion, der von 2011 bis 2012 für die Nashville Predators und Canadiens de Montréal in der NHL auf der Position des Centers spielte, ist Bernie Geoffrions Enkel.